# Malenka murvoshi
Espèce
Malenka murvoshi  est une espèce d'insectes plécoptères de la famille des Nemouridae.

## Distribution
Cette espèce est endémique du Nevada aux États-Unis. Elle se rencontre dans la chaîne Spring.

## Étymologie
Cette espèce est nommée en l'honneur de Chad M. Murvosh.

## Publication originale
- Baumann & Kondratieff, 2010 : Malenka murvoshi, a new species of stonefly from the Spring Mountains of southern Nevada (Plecoptera: Nemouridae). Illiesia, vol. 6, n. 11, p. 113-117 (texte intégral).